# Zaporojeț, Henicesk
Zaporojeț (în ucraineană Запорожець) este un sat în comuna Rivne din raionul Henicesk, regiunea Herson, Ucraina.

## Demografie
Componența lingvistică a localității Zaporojeț
     Ucraineană (100%)
Conform recensământului din 2001, toată populația localității Zaporojeț era vorbitoare de ucraineană (100%).